# Ayyampettai (Thanjavur)
Ayyampettai è una suddivisione dell'India, classificata come town panchayat, di 14.317 abitanti, situata nel distretto di Thanjavur, nello stato federato del Tamil Nadu. In base al numero di abitanti la città rientra nella classe IV (da 10.000 a 19.999 persone).

## Geografia fisica
La città è situata a 10° 54' 08 N e 79° 11' 40 E.

## Società

### Evoluzione demografica
Al censimento del 2001 la popolazione di Ayyampettai assommava a 14.317 persone, delle quali 6.836 maschi e 7.481 femmine. I bambini di età inferiore o uguale ai sei anni assommavano a 1.506, dei quali 768 maschi e 738 femmine. Infine, coloro che erano in grado di saper almeno leggere e scrivere erano 10.463, dei quali 5.317 maschi e 5.146 femmine.